# Рей Чарлс
Рей Чарлс Робинсън (на английски: Ray Charles Robinson) е американски певец, автор на песни, пианист и композитор.
Чарлс играе ключова роля в създаването на стила соул през 50-те години на XX век, съчетавайки блус, ритъм енд блус и госпъл в музиката си, записвана от студиото „Атлантик Рекърдс“. Той допринася за интегрирането на кънтри, ритъм енд блус и поп музиката с работата си през 60-те години за „Ей Би Си Рекърдс“. През този период той става един от първите чернокожи музиканти, които получават творческа свобода при работата си за голяма звукозаписна компания.

## Биография

### Детски и юношески години
Рей Чарлс е роден на 23 септември 1930 година в Олбани, Джорджия, като извънбрачно дете на петнадесетгодишната афроамериканска перачка Арета Робинсън. Негов баща е Бейли Робинсън, съпругът в работническо семейство от Грийнвил, което неофициално осиновява Арета след ранната смърт на майка ѝ. След като ражда Рей Чарлс при свои близки в Олбани, Арета Робинсън се връща в Грийнвил, където отглежда детето с помощта на съпругата на Бейли Робинсън, който изоставя семейството и напуска града. През 1931 година Арета ражда втори син, Джордж, чийто баща остава неизвестен. Чарлс е много привързан към майка си, която е болнава и се придвижва с бастун, но по думите му нейната упоритост и гордост оказват силно влияние върху него.
Рей Чарлс започва да ослепява на около 5-годишна възраст и е напълно сляп, когато е едва на 7 години. По собствените му думи той дори не получава диагноза за състоянието си. Според някои източници липсата на зрение се дължи на глаукома; други го отдават на инфекция от сапунисана вода, която не е подложена на своевременно лечение. Независимо каква точно е причината, той постъпва като ученик във Флоридското училище за слепи и глухи в Сейнт Огастин във Флорида. Когато е на 15 години, майка му Арета Уилямс умира. Баща му Бейли Робинсън също умира, когато Рей е още юноша. Така той започва работа като музикант във Флорида, а през 1947 година се мести в Сиатъл – в срещуположния край на страната. Скоро започва да прави музикални записи и Baby, Let Me Hold Your Hand (1951) се превръща в първата му хитова песен.

### Ранна кариера
През декември 1954 година Рей Чарлс записва песента I Got A Woman за „Атлантик Рекърдс“. За първи път се случва музикант да смеси по успешен начин блус и госпъл в една-единствена композиция и през 1955 година тя се изкачва на върха на националната класация за ритъм енд блус. Песента създава известна полемика, тъй като според част от афроамериканското общество църковната музика, госпълът, не бива да се смесва с дяволската музика – блуса.

### Извънжанрови успехи
До 1959 записва още няколко ритъм-енд-блус хита, включително A Fool For You (№1), This Little Girl Of Mine, Lonely Avenue, Mary Ann, Drown In My Own Tears (№1) и The Night Time (Is The Right Time) (№5). Тези песни са записани от „Атлантик“ на албумите Ray Charles, Yes Indeed! и The Genius Sings The Blues. По това време той наема младата женска група „Кукис“ (The Cookies) от Филаделфия за беквокалисти. С тях записва музика в Ню Йорк и решава да промени името им на „Рейлитс“ (The Raelettes).
През 1959 година записва What'd I Say, която води началото си от импровизация от един от концертите на Чарлс. Песента достига първа позиция в класацията за ритъм енд блус и става първата песен на Чарлс, достигнала Топ 10 на поп музиката (№6). През същата година записва албума The Genius Of Ray Charles, в който Куинси Джоунс поема част от аранжимента. През 1960 Чарлс напуска „Атлантик“ и подписва договор с „Ей-Би-Си Парамаунт Рекърдс“ (ABC-Paramount Records), които му предлагат по-високи приходи от лицензни такси, пълен художествен контрол и собствеността върху оригиналния (мастър) запис.
Чарлс продължава да постига успехи в поп музиката с хитови песни като Georgia On My Mind (САЩ: №1 поп, №3 ритъм енд блус), Hit The Road Jack (№1 поп и №1 ритъм енд блус), One Mint Julep (№8 поп, №1 ритъм енд блус) и Unchain My Heart (№9 поп, №1 ритъм енд блус). Записаните от него албуми Modern Sounds In Country And Western Music (1962) и Modern Sounds in Country And Western Music, Vol. 2 (1962) популяризират кънтри музиката. Неговата версия на песента на Дон Гибсън I Can't Stop Loving You (1962) оглавява класациите за поп и ритъм енд блус музика съответно 5 и 10 седмици. Тя също така е първата и последна негова песен, която става номер едно във Великобритания.
През 1963 година създава своя собствена звукозаписна компания, наречена „Танджърин Рекърдс“, за чието разпространение се грижи „Ей-Би-Си Парамаунт“. Прави поп хитовете Busted (№4) и Take These Chains From My Heart (№8), както и Here We Go Again (№15), която записва отново през 2004 година с Нора Джоунс.

### 70-те години
В края на 1960-те и през 1970-те Чарлс издава музика от време на време. Неговата версия на Georgia On My Mind е обявена за песен на щата Джорджия на 24 април 1979 година, а самият Чарлс я изпълнява в сградата на щатския парламент на Джорджия. Постига успех и с версията си на America The Beautiful.
През ноември 1977 година е домакин на шоуто „Събота вечер наживо“. Има малка роля във филма „Блус Брадърс“ (1980). През 1985 година песента The Right Time е включена в епизода „Честита годишнина“ (Happy Anniversary) на Шоуто на Козби по Ен-Би-Си. През 1986 пее America The Beautiful на Кечмания 2. Участва в реклама на „Пепси“ в началото на 90-те, в която популяризира фразата You Got The Right One, Baby!. Чарлс е един от редицата известни музиканти, записали благотворителния сингъл We Are The World (1985) в подкрепа на бедните и гладуващите в Африка.
През 1981 година прави турне в ЮАР. Това поражда дебати поради апартхейда в африканската държава, от една страна, и подкрепата му спрямо Мартин Лутър Кинг и Движението за граждански права през 60-те, от друга.

### Последни години
През 1989 записва кавър на песента Itoshi No Ellie на японската група „Садърн Ол Старс“, която излиза под името Ellie My Love за телевизионна реклама на японската пивоварна компания „Сънтори“. От песента са продадени над 400 000 бройки и тя се превръща в най-продавания сингъл на годината, записан от западен музикант на японския музикален пазар.
Изпълнява музика при две президентски встъпвания в длъжност: през 1985 за втория мандат на Роналд Рейгън и през 1993 за първия мандат на Бил Клинтън. През 1990 година участва, заедно с Чака Хан, в хита I'll Be Good To You от 1990 година на Куинси Джоунс.
Последният му студиен албум Genius Loves Company излиза през август 2004 година, два месеца след смъртта му. Състои се от дуети с почитатели и съвременници: Би Би Кинг, Нора Джоунс, Натали Коул, Елтън Джон, Гладис Найт, Даяна Крол, Ван Морисън, Уили Нелсън и други. Албумът става носител на осем награди „Грами“.

## Личен живот
През 1965 година е арестуван за трети за път за притежание на хероин, но се отървава от затвора, след като се излекува от зависимостта си в клиника в Лос Анджелис. Прекарва една година с условна присъда през 1966 г., когато сингълът Crying Time достига №6 в класацията на „Билборд“ „Хот 100“.
Жени се два пъти и е баща на 12 деца от 9 различни жени – първото се ражда около 1950 г., а последното – ок. 1987 г. Първият му брак (с Ейлийн Уилямс) не трае дълго: от юли 1951 до 1952 г. Има три деца от втората си съпруга – Дела Беатрис Хауърд Робинсън, за която е женен от април 1955 до 1977 г. После негова дългогодишна приятелка е Норма Пинела. През декември 2002 г. по време на семеен обяд дава на всяко едно от децата си по един милион долара.
Рей Чарлс умира на 73 години на 10 юни 2004 г. в дома си в Бевърли Хилс, Калифорния, след заболяване на черния дроб, заобиколен от семейството и приятелите си. Погребан е в гробището в Ингълуд.

## В популярната култура
През октомври 2004 излиза биографичният филм „Рей“, режисиран от Тейлър Хекфорд. Джейми Фокс изпълнява ролята на Рей Чарлс и получава „Оскар“ за най-добра мъжка роля през 2005.

## Награди
Награди „Грами, получени от Рей:
- 1960 – най-добро вокално изпълнение – за „Georgia On My Mind“
- 1960 – най-добро вокално изпълнение (Соло) – за „Georgia On My Mind“
- 1960 – най-добро R&B изпълнение – за „Let the Good Times Roll“
- 1960 – най-добър вокален албум – за „The Genius of Ray Charles“
- 1961 – най-добър R&B – запис – за „Hit The Road Jack“
- 1962 – най-добър R&B – запис – за „I can’t Stop Loving You“
- 1963 – най-добър R&B – запис – за „Busted“
- 1966 – най-добър R&B – запис – за „Crying Time“
- 1966 – най-добро R&B – изпълнение (Соло, Вокал) – за „Crying Time“
- 1975 – най-добро R&B – изпълнение – за „Living For the City“
- 1990 – най-добро R&B – изпълнение – за „I’ll be Good To You“ (заедно с Чака Кан)
- 1993 – най-добро R&B – изпълнение – за „A Song For You“
- 2004 – Албум на годината – „Here We Go Again“ (with Norah Jones)
- 2004 – Албум на годината – Genius Loves Company
- 2004 – Най-добро поп-сътрудничество – „Here We Go Again“ (с Norah Jones)
- 2004 – Албум на годината – Genius Loves Company
- 2004 – най-добър запис в жанра госпъл – „Heaven Help Us All“ (с Gladys Knight)

Рей Чарлс е единственият изпълнител, получавал Грами в продължение на 50 години.